# Imeem
Imeem fue un servicio de medios social donde los usuarios interactuaban uno a otro mirando, fijando, y compartiendo el contenido de todo tipo de medios digitales, incluyendo blogs, fotos, audio, y vídeo. Actualmente pertenece a MySpace. La compañía fue fundada por Dalton Caldwell (ex-VA Linux) y Jan Jannink (antes de Napster) y muchos de los ingenieros de la base vinieron del servicio original del compartir archivos de Napster. Puesto en marcha en octubre de 2004, el servicio tiene una estructura de red social así como una estructura de ojeada/de filtración del contenido similar a la de Flickr y YouTube. Trabajó en un modelo comercial basado en publicidad, y , por lo tanto, su uso era de manera gratuita.
Según ejecutivos de Imeem, el servicio tuvo más de 25 millones de visitantes por mes sobre 65.000 nuevos usuarios diarios.
El 8 de diciembre de 2009, Imeem fue absorbida por MySpace Music, que (a fecha de hoy, 12 de diciembre de 2009) ha emitido un comunicado a los antiguos usuarios en el que se les informa de que están trabajando para trasladar su antiguo contenido de Imeem a esta nueva plataforma.